# Стеллаленд
Стеллаленд, офіційно відома як Республіка Стеллаленд (нід. Republiek Stellaland) 1882-1883 рр., а після об'єднання з сусідньою державою Гошен, як Сполучені Штати Стеллаленд (нід. Verenigde Staten van Stellaland) 1883—1885 рр. — історична бурська республіка, розташована в Бечуаналенді, на захід від Трансваалю.
Під час своєї короткої історії, Стеллаленд, хоча і невеликий за розміром, став центром конфлікту між Британською імперією та Південно-Африканською Республікою, два головні претенденти на цей терен. Після серії претензій і анексій, британського страху бурського експансіонізму в кінцевому підсумку призвело до загибелі республіки, і, серед інших факторів, призвели до Другої англо-бурської війни. 

## Історія

### Передумови
До проголошення республіки, терен знаходився під контролем конкуруючих племен гриква і тсвана, в той час як Велика Британія претендувала на терен як частину протекторату Британський Бечуаналенд. Два племені під керівництвом Mankoroane і Montsioa, яких британці розглядати як «дружні», два інші під керівництвом Moshette і Massouw. За часів ворожнечі між Mankoroane та іншими керманичами, кожна зі сторін вдавалася до вербування добровольців, обіцяючи їм землі в обмін на їхню допомогу. Після врегулювання конфлікту за посередництва Республіки Трансваалю, велика частина земель Mankoroane у 416 господарств в 3000 морг (2563 га) кожному, були надані бурським найманцям, які воювали на боці супротивника, і нові поселенці вирішили проголосити незалежність.

Стеллаленд темно-зеленим

### Створення
Республіка Стеллаленд була офіційно створено 26 липня 1882, на чолі з новообраним президентом Ґеррітом ван Якубс Нікерком, фермером з Трансваалю, і отримала назву Stellaland (Зіркова Земля) на честь комети, що було видно в небі в той час. місто Фрейбург було засновано й оголошено його столицею. При його створенні, нова країна мала площу 15500 км² і мав населення 20 500 осіб, 3000 з яких були європейського походження.
Держава Ґошен, названа на честь біблійної землі Ґошен (Гесем), була заснована Nicklaas Gey van Pittius в жовтні 1882 р. на сусідньому терені, званому Rooigrond, Ґошен, мав населення 17 000, з яких приблизно 2000 осіб були європейського походження, і мав площу 10 400 км².
6 серпня 1883, Стеллаленд і Ґошен об'єдналися в Сполучені Штати Стеллаленд.

### Внутрішній стан
Закони та Конституція були практично ідентичні, Республіці Трансвааль Республіка ніколи не видавала незалежну валюту, але замість цього, як і всі навколишні держави, використовувала Південно-Африканський фунт, проте, друкували власні поштові марки починаючи з лютого 1884, які все ще мають ходження серед колекціонерів і наразі. 

### Анексія
У зв'язку з тим, що уряд ван Нікерка оголосив про стягування податків на всі торгові операції що відбуваються через її територію, Сесіл Родес, засновник діамантової компанії De Beers, та британська адміністрація мали побоювання втратити контроль в гірничому бізнесу, через те що Стеллаленд лежав на одному з головних торгових шляхів. Також припускалося, що невелика країна у результаті може бути включена в сусідню Республіку Трансвааль з метою обійти Преторську Конвенцію 1881 року в якій міститься заклик до припинення бурської експансії.
Ці побоювання були підтвердилися, коли 10 вересня 1884 президент Трансваалю Пауль Крюгер оголосив, що цей район знаходиться під захистом Трансваалю і буде приєднано до нього його через шість днів. У грудні 1884 британці відправили війська з сером Чарльзом Уорреном на чолі, які вдерлися в країну, а потім скасували республіку в серпні наступного року, перш ніж вона була включена в Британський Бечуаналенд.

### Стеллаленд в поточній політиці
Починаючи з 2008 року, украй праві політичні групи Afrikaner Weerstandsbeweging (Африканерський Рух Опору) почали лобіювання відновлення незалежної бурської республіки. За словами колишнього лідера групи, Ежен Терібланша, група володіє старими контрактами 1882 року, що підтверджує власність області та пообіцяв передати їх до розгляду в Міжнародний Суд в Гаазі, якщо необхідно.